# Diritto di foro
Il diritto di foro è il potere di giudicare legittimamente sulle controversie che insorgono fra gli abitanti di un determinato territorio, fra soggetti appartenenti ad una comune categoria o in merito ad una determinata materia (ad es. tribunali ecclesiastici, tribunali militari) e di far rispettare le proprie decisioni anche con l'uso della forza.

## Storia
Storicamente il diritto di foro era una prerogativa del sovrano, il quale la esercitava personalmente o delegava il suo esercizio ad altri soggetti, il principale dei quali è stato la Chiesa, che in Europa, a partire dal Medioevo sviluppò un sistema di amministrazione della giustizia concorrente con quello del sovrano.